# Kudravi hoko
Kudravi hoko (lat. Crax rubra) je vrsta ptice iz roda Crax, porodice Cracidae. Monogamna je vrsta, te je rasprostranjen u kišnim šumama od istočnog Meksika kroz Srednju Ameriku do Kolumbije i sjeverozapadnog Ekvadora. Hrani se mnogim voćem, smokvama i člankonošcima.

## Izgled
Duga je 78-92 centimetra, dok je teška 3100-4800 grama i dosta je velika ptica. Najteža je vrsta svoje porodice, ali postoje neke vrste iz porodice jednako ili više duge nego ona.
Mužjak je crn s kovrčavom ćubom, bijelim trbuhom i žutom izraslinom na kljunu, dok su mu noge sive boje. Kod ženki postoje tri oblika u boji perja: prugasti oblik s prugastim vratom, pokrovnim perjem, krilima i repom, riđi oblik s crvenkasto-smeđim perjem i prugastim repom, te tamni oblik s crnkastim vratom, pokrovnim perjem i repom.